# Religião na Lituânia

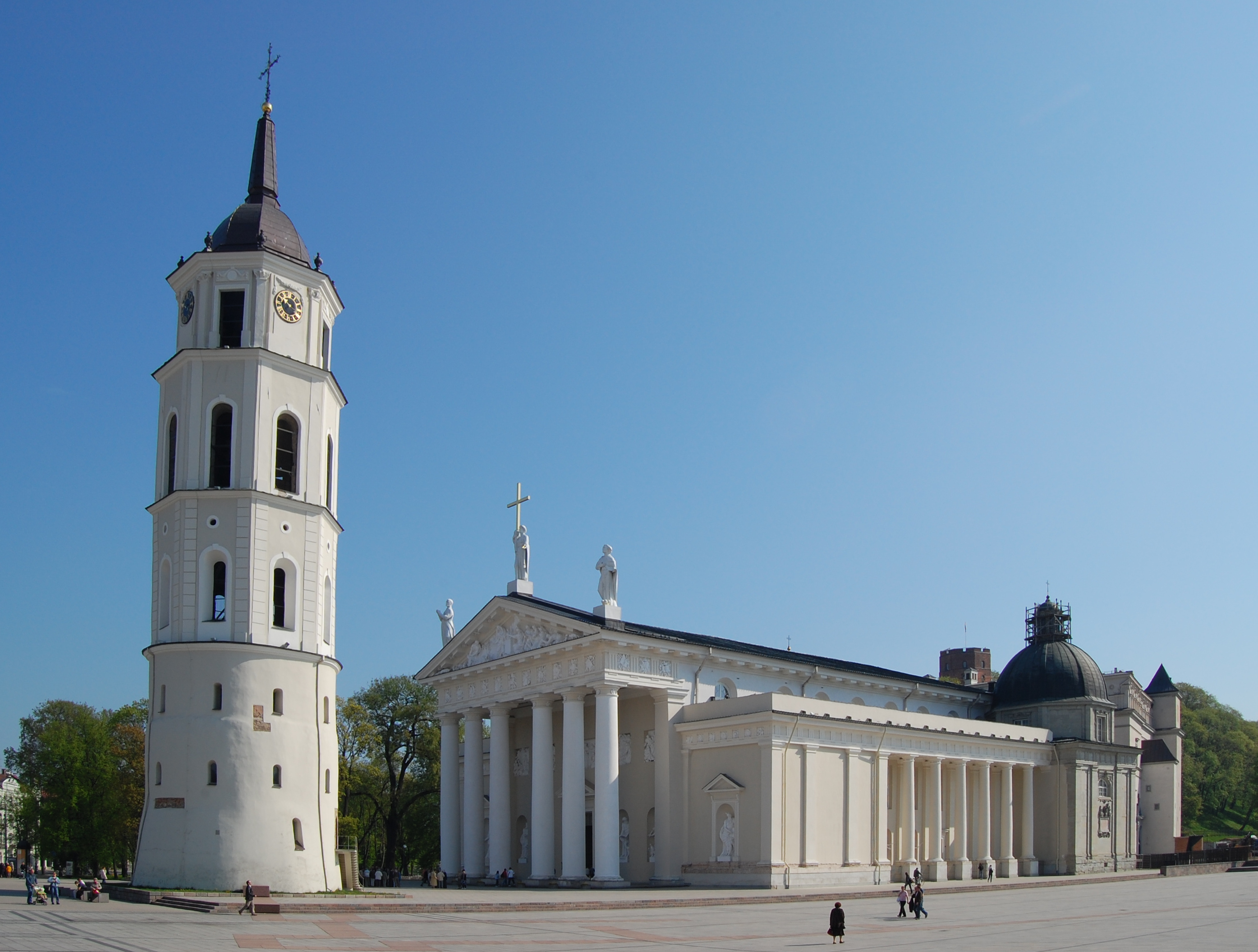
Catedral de Vilnius

A religião que predomina na Lituânia é o Cristianismo, sendo a Igreja Católica Romana a maior instituição religiosa do país. A Lituânia foi o último país predominantemente pagão da Europa, com o catolicismo se tornando amplamente aceito apenas no final do século XIV. Há ainda uma minoria que é adepta da Igreja Ortodoxa e pequenos grupos de protestantes.
Numa sondagem do Eurobarômetro de 2005, cerca de 49% dos lituanos diziam acreditar em Deus, 36% respondeu que "existe algum tipo de espírito ou força de vida" e 12% afirmaram que não existe um Deus, espírito ou força maior de vida.

## Religiões na Lituânia
Distribuição das confissões religiosas de acordo com os censos de 2001 e de 2011
| Religião                                 | Número de adeptos em 2001 | Percentagem 2001 | Número de adeptos 2011 | Percentagem 2011 |
| ---------------------------------------- | ------------------------- | ---------------- | ---------------------- | ---------------- |
| Igreja Católica                          | 2.752.447                 | 79%              | 2.350.000              | 77,2%            |
| Igreja Ortodoxa                          | 141.821                   | 4%               | 125.200                | 4,1%             |
| Velhos crentes                           | 27.073                    | 0,77%            | 23,300                 | 0,8%             |
| Luteranismo                              | 19.637                    | 0,56%            | 18.400                 | 0,6%             |
| Igrejas Reformadas                       | 7.082                     | 0,2%             | 24.900                 | 0,8%             |
| Testemunhas de Jeová                     | 3.512                     | 0,1%             | Sem dados              | Sem dados        |
| Muçulmanos                               | 2.860                     | 0,08%            | Sem dados              | Sem dados        |
| Igrejas Evangélicas                      | 2.207                     | 0,06%            | Sem dados              | Sem dados        |
| Igreja Pentecostal                       | 1.307                     | 0,04%            | Sem dados              | Sem dados        |
| Judaísmo                                 | 1.272                     | 0,04%            | Sem dados              | Sem dados        |
| Crentes Bálticos                         | 1.270                     | 0,04%            | Sem dados              | Sem dados        |
| Batistas(e outras igrejas independentes) | 1.249                     | 0,04%            | Sem dados              | Sem dados        |
| Outras religiões                         | 4.701                     | 0,135%           | Sem dados              | Sem dados        |
| Sem religião                             | 331.087                   | 9,5%             | 186.700                | 6,1%             |
| Não responderam                          | 186.447                   | 5,4%             | 304.400                | 10%              |